# Musaranya ratolí cafre
La musaranya ratolí cafre (Myosorex cafer) és una espècie de mamífer de la família de les musaranyes que es troba a Moçambic, Sud-àfrica, Eswatini i Zimbàbue.